# 데즈
데즈는 대한민국의 가수다. 2020년 싱글 《Tattoo》로 데뷔했다.

## 방송
- 내 전공은 힙합 (2020) - Top4(4위)

## 음반
- Tattoo (2020)
- Trade-Us' 4th Project (2020)
- 컬러러쉬 2 OST Part.1 (2022)